# Renault RS16
A Renault RS16 egy Formula–1-es versenyautó, melyet a Renault Sport F1 tervezett és versenyeztetett a 2016-os Formula–1 világbajnokság után. Pilótái Kevin Magnussen és Jolyon Palmer voltak, Esteban Ocon pedig a tartalékpilóta. Gyári csapatként ebben az évben tért vissza a Renault öt éves kihagyás után.

## Áttekintés
A Renault nem sokkal korábban vette át az egész csapatot a megszűnt Lotus istállótól. Nick Chester vezető tervező bevallotta, hogy az RS16-os, amelyet eredetileg még a Lotus berkein belül kezdtek el fejleszteni, pénzügyi nehézségek miatt nem sikerült a legjobban. Ráadásul az elődcsapatnak a Mercedes motorjaira volt élő szerződése, ami azt jelentette, hogy az átvételt követően a kasztnit jelentős mértékben módosítani kellett azért, hogy a Renault-motor elférjen. Ennek megfelelően a csapat átmeneti évként fogta fel a 2016-os idényt, és már a következőre készültek. Sok mindent vettek át az előző idényből, például aerodinamikai szempontból nem változott sokat a helyzet, a motor pedig az előző évinek a Mecachrome által átdolgozott változata volt. A módosítások is jobbára az új szezon szabályainak megfelelően történtek. A tesztek során nem fedték fel a végleges festést, hanem fekete színű autókat vezettek.
Mivel a Renault nem használt fel, csak hetet, a 32 elérhető fejlesztési zsetonból, ezért idény közben a motorok kaptak kisebb fejlesztéseket. Ami az RS16-ost illeti, annak a fejlesztését már a szezon közepén befejezték.
Az autó igen gyatrán teljesített, rendszeresek voltak a kiesések, illetve maga a pontszerzés is csodaszámba ment. Bahreinben Palmer már a felvezető körön ki kellett, hogy álljon, Monacóban pedig kettős kiesést könyvelhettek el: Palmer rögtön egy biztonsági autós újraindítás után falhoz csapta az autóját, Magnussen pedig a körét visszavenni készülő Kvjattal ütközött össze. A 21 futamból 9 olyan volt, amelyiken legalább az egyik Renault kiesett. Mindössze háromszor szereztek pontot: Magnussen Oroszországban egy hetedik hely erejéig (ez volt a legjobb eredményük), majd Szingapúrban, Palmer pedig Malajziában. Az év végi mindössze 8 pont a csapat legrosszabb eredménye volt 1978 óta, ha pedig a Lotust, mint jogelődöt is számítjuk, 2014 óta.
A csapat visszatérésének alkalmából bemutatták még a Renault Clio RS16-ost, ami egy különleges utcai autó volt, a versenyautó színeibe öltöztetve, melyet Magnussen vezetett is Monacóban, illetve felbukkant még az éves Goodwood Festival of Speed-en.

## Eredmények
- † – Nem fejezte be a futamot, de rangsorolva lett, mert teljesítette a versenytáv 90%-át.

Félkövérrel jelölve a leggyorsabb kör

## Fordítás
- Ez a szócikk részben vagy egészben  a   Renault R.S.16 című angol Wikipédia-szócikk ezen változatának fordításán alapul.  Az eredeti cikk szerkesztőit annak laptörténete sorolja fel. Ez a jelzés csupán a megfogalmazás eredetét és a szerzői jogokat jelzi, nem szolgál a cikkben szereplő információk forrásmegjelöléseként.